# Zemská silnice B210
Zemská silnice Badener Straße B210 je silnice ve spolkové zemi Dolní Rakousko. Začíná ve městě Alland a končí ve městě Ebreichsdorf. Propojuje mezi sebou dálnici Wiener Außenring A21, Süd Autobahn A2 a Südost Autobahn A3. Zároveň také propojuje zemské silnice Mödlinger Straße B11, Wiener Neustädter Straße B17 a Ödenburger Straße B16. Silnice je pojmenována po lázeňském městě Baden, kolem kterého prochází. Její celková délka je zhruba 31,5 km.

## Popis
| km   | Místo           | Popis                                                   | m n. m. |
| ---- | --------------- | ------------------------------------------------------- | ------- |
| 0    | Alland          | B210 začíná výjezdem ze silnice B11                     | 327     |
| 2    | Alland          | Za osadou Mayerling vstupuje do údolí říčky Schwechat   | 312     |
| x    |                 | prochází Vídeňským lesem stále podél Schwechatu         | klesání |
| 14,5 | Baden           | na okraji města most přes Schwechat                     | 245     |
| 16,8 |                 | připojuje se B212 – společná trasa s B210 cca 0,5 km    | 230     |
| 17,2 |                 | most přes železniční trať Südbahn                       | 242     |
| 17,4 | Baden           | B210 směřuje přímo - B212 odbočuje vlevo                | 242     |
| 21   |                 | křižovatka s nájezdem na dálnicí A2 – most přes dálnici | 218     |
| 22   | Oeynhausen      | úrovňová křižovatka se silnicí B17                      | 213     |
| 24,7 | Oberwaltersdorf | most přes říčku Triesting                               | 213     |
| 25,2 | Oberwaltersdorf | úrovňový přejezd přes železniční trať Aspangbahn        | 212     |
| 28,5 |                 | křižovatka s nájezdem na dálnicí A3 – most přes dálnici | 208     |
| 30,9 | Ebreichsdorf    | most přes říčku Piesting                                | 203     |
| 31,3 | Ebreichsdorf    | konec B210 napojením na silnici B16                     | 202     |

Poznámka: v tabulce uvedené kilometry a nadmořské výšky jsou přibližné.